# Suomen Cup 2025
La Suomen Cup 2025 è la 70ª edizione della coppa di Finlandia di calcio. È iniziata il 9 febbraio 2025 e si concluderà il 20 settembre con la finale.

## Formula del torneo
La coppa viene disputata con partite di sola andata; le squadre di lega minore hanno il diritto di giocare in casa fino al quarto turno. Fino al quinto turno, le squadre sono divise in gruppi geografici.
| Turno            | Date                       | Sorteggio  | Entrano a questo turno                                                                                 |
| ---------------- | -------------------------- | ---------- | --- |
| Round "Juuso"    | 7 febbraio - 9 marzo 2025  | 30 gennaio | squadre di Vitonen, Kutonen, Seiska, M35 e M40                                                         |
| Primo turno      | 7 febbraio - 20 marzo 2025 | 30 gennaio | squadre di Kolmonen e Nelonen                                                                          |
| Secondo turno    | 10 - 30 marzo 2025         | 4 marzo    | – |
| Terzo turno      | 9 - 27 aprile 2025         | 2 aprile   | 8 squadre di Veikkausliiga che non giocano in competizioni UEFA e 52 di Ykkösliiga, Ykkönen e Kakkonen |
| Quarto turno     | 7 - 11 maggio 2025         | 29 aprile  | 4 squadre di Veikkausliiga che partecipano alle competizioni UEFA                                      |
| Quinto turno     | 28 maggio 2025             | 14 maggio  | – |
| Ottavi di finale | 11 - 12 giugno 2025        | 14 maggio  | – |
| Quarti di finale | 24 - 25 giugno 2025        | 17 giugno  | – |
| Semifinali       | 20 - 21 agosto 2025        | 17 giugno  | – |
| Finale           | 20 settembre 2025          | 17 giugno  | – |

## Squadre partecipanti
Le seguenti squadre sono qualificate per la competizione:
- Le 12 squadre della Veikkausliiga 2025
- Le 10 squadre della Ykkösliiga 2025
- Le 12 squadre della Ykkönen 2025
- Le 30 squadre della Kakkonen 2025
- Squadre partecipanti alla Kolmonen
- Squadre partecipanti alla Nelonen
- Squadre partecipanti alla Vitonen
- Squadre partecipanti alla Kutonen
- Squadre partecipanti alla Seiska
- Squadre partecipanti alla M35
- Squadre partecipanti alla M40

## Round Juuso
Il sorteggio per il turno preliminare e il primo turno è stato effettuato il 30 gennaio 2025.

### Gruppo 1
| Squadra 1             | Risultato       | Squadra 2             |
| --------------------- | --------------- | --------------------- |
| 13 febbraio           |                 |                       |
| LPS reservi           | 7 - 1           | Valtti/3              |
| 15 febbraio           |                 |                       |
| I-HK Sensaatio        | 1 - 7           | KY United             |
| StaSi                 | 0 - 6           | Polin Pallo           |
| 16 febbraio           |                 |                       |
| HJK/Kantsu 94         | 3 - 0 tav.      | OHO United            |
| PPV/Seos              | 0 - 6           | EsPa United           |
| HPS/2                 | 3 - 1           | LPS/2                 |
| Vesa                  | 2 - 2 (3-4 dtr) | SUMU                  |
| 22 febbraio           |                 |                       |
| Samba                 | 0 - 1           | MLHF                  |
| ToTe/Keparoi          | 1 - 6           | OK                    |
| Dons Akatemia         | 3 - 7           | JäPS/U23              |
| POHU                  | 3 - 3 (4-2 dtr) | Ponnistus/2           |
| PK-35/Äijät           | 5 - 6           | Ponnistus/Peruskallio |
| 28 febbraio           |                 |                       |
| MPS/Atletico Akatemia | 0 - 4           | PETO                  |
| 1º marzo              |                 |                       |
| Valtti/TDJ            | 0 - 7           | Honka/3               |
| Kilo IF               | 3 - 1           | Chicken Wings         |
| Puimur/Mando Utd      | 0 - 4           | StaPa De Royale       |
| Kontu/KoVa            | 0 - 5           | ETU                   |
| 2 marzo               |                 |                       |
| OT-77                 | 1 - 10          | Kontu/U23             |
| 3 marzo               |                 |                       |
| Gnistan/M35           | 1 - 0           | Kurvin Vauhti         |
| 7 marzo               |                 |                       |
| POHU/Kova Kamppi      | 0 - 5           | KoiPS/Dynamo          |
| HePu                  | 1 - 3           | LePa/Cityboys         |
| 8 marzo               |                 |                       |
| Germania/Akademie     | 0 - 5           | LePa                  |
| PiTa/II               | 0 - 3           | TöTa/Mauskis          |
| JäPS/City             | 6 - 2           | DFSV                  |
| 9 marzo               |                 |                       |
| SAPA/2                | 0 - 1           | POHU/Simpsons         |

### Gruppo 2
| Squadra 1       | Risultato       | Squadra 2             |
| --------------- | --------------- | --------------------- |
| 9 febbraio      |                 |                       |
| POHU/CJ Utd     | 6 - 1           | PPJ/Faijat Jätkäsaari |
| 12 febbraio     |                 |                       |
| SexyPöxyt/M35   | 17 - 0          | Pakila                |
| 14 febbraio     |                 |                       |
| Andalus         | 1 - 5           | Kasiysi/2             |
| 15 febbraio     |                 |                       |
| Pessoas Boas    | 1 - 2           | Nile                  |
| ToTe/Arabia     | 1 - 2           | COLO-COLO             |
| 21 febbraio     |                 |                       |
| Haxi            | 1 - 1 (3-2 dtr) | Jokerit               |
| 22 febbraio     |                 |                       |
| Juvantus        | 3 - 2           | HH Palloveikot        |
| Lännen Torpedo  | 0 - 11          | Kiffen/3              |
| 23 febbraio     |                 |                       |
| HJK Töölön Ihme | 1 - 6           | Afro Foot             |
| ToTe/U23        | 0 - 7           | Gilla                 |
| 25 febbraio     |                 |                       |
| JäPS/Akatemia   | 4 - 0           | Germania              |
| TuPS/Skavaböle  | 3 - 1           | HPS/Jägers            |
| Gnistan/3       | 4 - 0           | KoiPS                 |
| 28 febbraio     |                 |                       |
| Honka/Leopardit | 3 - 2           | ST4Y                  |
| 1º marzo        |                 |                       |
| HooGee/23       | 2 - 0           | AFG United            |
| 2 marzo         |                 |                       |
| Tavastia        | 2 - 2 (4-5 dtr) | SUMU/sob              |
| PiTa            | 12 - 0          | LePa/Via Alberga      |
| Helsinki Stars  | 1 - 1 (3-5 dtr) | PEF                   |
| 8 marzo         |                 |                       |
| KPPK            | 0 - 2           | POHU/United           |
| Valtti/4        | 0 - 15          | PK-35/2               |
| Kasiysi/3       | 0 - 3           | Nikinmäki Utd         |
| POHU/Sober      | 0 - 9           | Spital                |
| 9 marzo         |                 |                       |
| Kontu/ST        | 2 - 0           | Strikers/Bertil       |
| Ruila           | 0 - 14          | PPS/Old Stars         |
| PPV             | 0 - 4           | Dons                  |

### Gruppo 3
| Squadra 1    | Risultato       | Squadra 2     |
| ------------ | --------------- | ------------- |
| 23 febbraio  |                 |               |
| KuuLa/2      | 0 - 2           | Turun Into    |
| KuuLa        | 2 - 0           | BK-46         |
| 24 febbraio  |                 |               |
| TuPV         | 1 - 7           | Bosna         |
| 26 febbraio  |                 |               |
| TuNL         | 1 - 1 (3-4 dtr) | Torre Calcio  |
| 5 marzo      |                 |               |
| Åbo reUnited | 0 - 1           | AFC Campus    |
| LTU 2        | 0 - 4           | Inter Turku/3 |
| ÅIFK/2       | 0 - 4           | JyTy          |
| 6 marzo      |                 |               |
| Snåbit       | 5 - 1           | RaiFu/3       |
| 7 marzo      |                 |               |
| Ruskon Pallo | 2 - 3           | SoVo          |
| 8 marzo      |                 |               |
| Boda         | 2 - 3           | TuWe          |
| MaPS 2       | 1 - 1 (1-4 dtr) | HIK           |

### Gruppo 4
| Squadra 1                | Risultato       | Squadra 2     |
| ------------------------ | --------------- | ------------- |
| 9 febbraio               |                 |               |
| Ylöjärvi Utd/Marjastajat | 5 - 4           | ACE/2         |
| 15 febbraio              |                 |               |
| Peräkylän Pallo          | 4 - 0           | Varapelaajat  |
| 22 febbraio              |                 |               |
| NoPS/3                   | 1 - 5           | Gmestarit     |
| LaVe/KPR                 | 1 - 0           | PJK           |
| TaPa/2                   | 0 - 4           | FisU          |
| 23 febbraio              |                 |               |
| Lavilan Kisa             | 2 - 1           | NePa          |
| Karhu-Futis              | 0 - 0 (4-3 dtr) | VaKP          |
| TamFu                    | 2 - 1           | Eurajoki      |
| 25 febbraio              |                 |               |
| Darra                    | 2 - 2 (4-1 dtr) | FisU/2        |
| 26 febbraio              |                 |               |
| KOOVEE                   | 2 - 4           | Tampere Utd/3 |
| Eurajoki/2               | 0 - 7           | PiPo          |
| 1º marzo                 |                 |               |
| Messukylä Utd            | 4 - 1           | ToVe Diesel   |
| Kangasala/2              | 2 - 2 (3-4 dtr) | Loiske Visa   |
| Velenpojat               | 2 - 9           | JanPa         |
| 2 marzo                  |                 |               |
| HFN                      | 1 - 3           | Ilves/4       |
| Lasten 2                 | 4 - 0           | LuVe          |
| 8 marzo                  |                 |               |
| Helmi Jätkä              | 0 - 15          | LeKi          |
| Ilves-Kissat juniorit/2  | 2 - 10          | Härmä         |
| Tuisku                   | 2 - 0           | Haka-j/Musta  |
| 9 marzo                  |                 |               |
| Vapsi                    | 0 - 0 (9-8 dtr) | EuPa 2        |

### Gruppo 5
| Squadra 1     | Risultato         | Squadra 2       |
| ------------- | ----------------- | --------------- |
| 28 febbraio   |                   |                 |
| LoPa          | 6 - 0             | Futura Juniorit |
| 1º marzo      |                   |                 |
| KeiKa         | 0 - 2             | JäPS/United     |
| 2 marzo       |                   |                 |
| LoPa/2        | 1 - 2             | AskU            |
| 3 marzo       |                   |                 |
| KelA/Akatemia | 4 - 1             | HAlku           |
| 7 marzo       |                   |                 |
| TuPS M35      | 4 - 2             | RiPS/2          |
| 8 marzo       |                   |                 |
| Korso Utd     | 1 - 1 (3-1 dtr)   | WILD            |
| KoPSe/VI      | 1 - 6             | HyPS            |
| HAlku/FC      | 1 - 1 (11-12 dtr) | Akilles         |

### Gruppo 6
| Squadra 1      | Risultato       | Squadra 2    |
| -------------- | --------------- | ------------ |
| 21 febbraio    |                 |              |
| Flamingo Utd/2 | 1 - 14          | LAUTP/2      |
| 23 febbraio    |                 |              |
| LuPo           | 1 - 4           | Jäntevä      |
| 2 marzo        |                 |              |
| MyPa/FC        | 2 - 2 (2-3 dtr) | Lahden Utd   |
| PaPe           | 1 - 4           | RPS Lions    |
| HP-47          | 3 - 0           | KyPa         |
| 3 marzo        |                 |              |
| HaPK Edustus 2 | 0 - 9           | Nopsa        |
| 9 marzo        |                 |              |
| KarPo          | 1 - 2           | Lahti/3      |
| PoPo           | 10 - 0          | SiU          |
| Korian Klubi   | 2 - 1           | Flamingo Utd |

### Gruppo 7
| Squadra 1    | Risultato | Squadra 2  |
| ------------ | --------- | ---------- |
| 22 febbraio  |           |            |
| KonnU        | 2 - 4     | Marski     |
| 23 febbraio  |           |            |
| MuurY        | 3 - 1     | FCV/Reds   |
| 2 marzo      |           |            |
| Harjun Potku | 3 - 1     | MiPK/2     |
| Huima/Urho 2 | 1 - 3     | OuPa       |
| FCV/Reds 2   | 2 - 1     | Komeetat/3 |
| 8 marzo      |           |            |
| PaRi         | 1 - 0     | SaPa       |

### Gruppo 8
| Squadra 1      | Risultato | Squadra 2 |
| -------------- | --------- | --------- |
| 20 febbraio    |           |           |
| Kylän Poijjaat | 0 - 4     | Tarzan    |
| 27 febbraio    |           |           |
| KuKi           | 0 - 1     | PAVE      |
| 1º marzo       |           |           |
| Raiku          | 1 - 0     | SuPS      |

### Gruppo 9
| Squadra 1   | Risultato | Squadra 2 |
| ----------- | --------- | --------- |
| 17 febbraio |           |           |
| IK          | 3 - 2     | Karhu     |
| 23 febbraio |           |           |
| Tarmo       | 2 - 3     | Norrvalla |
| 28 febbraio |           |           |
| APV         | 2 - 3     | KPS       |
| 1º marzo    |           |           |
| KJV/Kanu    | 3 - 1     | LappBK    |
| LLuja       | 3 - 2     | LaPo      |
| 5 marzo     |           |           |
| BK-48/3     | 1 - 6     | BK-48/2   |
| 7 marzo     |           |           |
| KoPo        | 1 - 14    | Esse IK   |
| 8 marzo     |           |           |
| Kuffen      | 1 - 4     | KOMU      |
| 9 marzo     |           |           |
| Sisu/2      | 0 - 9     | Virkiä    |

### Gruppo 10
| Squadra 1            | Risultato       | Squadra 2     |
| -------------------- | --------------- | ------------- |
| 9 febbraio           |                 |               |
| JPJ                  | 0 - 0 (4-5 dtr) | KTU           |
| 16 febbraio          |                 |               |
| KKP                  | 0 - 0 (4-3 dtr) | Laatupallo    |
| 23 febbraio          |                 |               |
| Ruusut               | 5 - 0           | PonPa/2       |
| Kolarin Kontio       | 1 - 6           | Santa Claus/2 |
| 1º marzo             |                 |               |
| Heinäpään Hanhet -24 | 0 - 1           | OuTa          |
| OuJK                 | 3 - 0           | SoPa          |
| 2 marzo              |                 |               |
| Puleward City        | 9 - 0           | Kairan Kärki  |
| OTP/Akatemia         | 1 - 2           | Rio Grande    |

## Primo turno
Il sorteggio è stato effettuato il 30 gennaio 2025. 

### Gruppo 1
| Squadra 1             | Risultato       | Squadra 2       |
| --------------------- | --------------- | --------------- |
| 28 febbraio           |                 |                 |
| Hieho                 | 4 - 2           | Kirkkonummi     |
| 8 marzo               |                 |                 |
| LPS reservi           | 0 - 1           | Kontu           |
| 9 marzo               |                 |                 |
| POHU/Hurjin           | 2 - 1           | MPS             |
| SUMU                  | 3 - 4           | HooGee          |
| 10 marzo              |                 |                 |
| Kasiysi               | 0 - 1           | Polin Pallo     |
| 14 marzo              |                 |                 |
| Kilo IF               | 0 - 7           | ETU             |
| Ponnistus/Peruskallio | 0 - 7           | Ponnistajat     |
| 15 marzo              |                 |                 |
| KY United             | 1 - 0           | KoiPS/Dynamo    |
| POHU                  | 0 - 6           | ToTe            |
| EsPa United           | 0 - 13          | PPJ Lauttasaari |
| MLHF                  | 0 - 5           | HPS/2           |
| HJK/Kantsu 94         | 0 - 9           | Honka/3         |
| 16 marzo              |                 |                 |
| OK                    | 1 - 3           | HIFK            |
| TöTa/Mauskis          | 1 - 6           | Tikka           |
| 18 marzo              |                 |                 |
| Gnistan/M35           | 2 - 2 (3-2 dtr) | SexyPöxyt/TNT   |
| LePa                  | 1 - 5           | EPS/Reservi     |
| JäPS/City             | 2 - 7           | JäPS/U23        |
| 22 marzo              |                 |                 |
| Kontu/U23             | 0 - 6           | Valtti          |
| 23 marzo              |                 |                 |
| StaPa De Royale       | 0 - 5           | Atlantis PM     |
| POHU/Simpsons         | 0 - 4           | EsPa/Renat      |
| LePa/Cityboys         | 0 - 0 (4-1 dtr) | PETO            |

### Gruppo 2
| Squadra 1       | Risultato       | Squadra 2          |
| --------------- | --------------- | ------------------ |
| 2 marzo         |                 |                    |
| MK-United       | 2 - 3           | Espoo              |
| 9 marzo         |                 |                    |
| Honka/Leopardit | 0 - 6           | LPS                |
| Töölön Taisto   | 1 - 1 (3-2 dtr) | MPS/Atletico Malmi |
| 10 marzo        |                 |                    |
| LePa/Bangers    | 2 - 2 (2-3 dtr) | VJS/2              |
| 11 marzo        |                 |                    |
| JäPS/Akatemia   | 2 - 0           | PEP                |
| PEF             | 0 - 2           | SUMU/sob           |
| Gnistan/3       | 5 - 0           | TuPS/Skavaböle     |
| 13 marzo        |                 |                    |
| GrIFK/Akatemia  | 3 - 0           | Haxi               |
| 14 marzo        |                 |                    |
| PiTa            | 2 - 5           | Gilla              |
| 15 marzo        |                 |                    |
| POHU/CJ Utd     | 5 - 0           | COLO-COLO          |
| Afro Foot       | 2 - 7           | Ponnistus          |
| Valtti/2        | 4 - 2           | Kiffen/3           |
| HooGee/23       | 11 - 0          | Nikinmäki Utd      |
| 16 marzo        |                 |                    |
| POHU/United     | 3 - 1           | SAPA               |
| 17 marzo        |                 |                    |
| Kasiysi/2       | 0 - 7           | Nile               |
| SexyPöxyt/M35   | 3 - 0           | Spital             |
| 18 marzo        |                 |                    |
| EBK             | 15 - 0          | Juvantus           |
| 19 marzo        |                 |                    |
| PK-35/2         | 3 - 7           | PPS/Old Stars      |
| 21 marzo        |                 |                    |
| Dons            | 0 - 4           | EsPa               |
| 23 marzo        |                 |                    |
| TiPS            | 1 - 0           | HJK/Kantsu         |
| 24 marzo        |                 |                    |
| SexyPöxyt       | 10 - 0          | Kontu/ST           |

### Gruppo 3
| Squadra 1     | Risultato       | Squadra 2   |
| ------------- | --------------- | ----------- |
| 27 febbraio   |                 |             |
| ÅIFK          | 3 - 1           | KaaPo       |
| 28 febbraio   |                 |             |
| LTU           | 5 - 0           | PiPS        |
| 1º marzo      |                 |             |
| ÅCF           | 2 - 0           | EIF/Akademi |
| 7 marzo       |                 |             |
| VG-62         | 2 - 2 (5-6 dtr) | SalPa 2     |
| 8 marzo       |                 |             |
| Torre Calcio  | 2 - 4           | KuuLa       |
| 15 marzo      |                 |             |
| SoVo          | 0 - 0 (1-4 dtr) | MaPS        |
| 16 marzo      |                 |             |
| AFC Campus    | 2 - 5           | EuPa        |
| 18 marzo      |                 |             |
| Inter Turku/3 | 0 - 2           | Pargas      |
| 19 marzo      |                 |             |
| Bosna         | 1 - 1 (4-3 dtr) | TuWe        |
| JyTy          | 7 - 0           | Snåbit      |
| Turun Into    | 5 - 1           | HIK         |

### Gruppo 4
| Squadra 1                | Risultato       | Squadra 2      |
| ------------------------ | --------------- | -------------- |
| 27 febbraio              |                 |                |
| TPV/2                    | 1 - 1 (3-5 dtr) | Ylöjärvi Utd   |
| 6 marzo                  |                 |                |
| Karhu-Futis              | 3 - 5           | Kangasala      |
| 8 marzo                  |                 |                |
| Ilves/3                  | 0 - 12          | Tampere Utd/2  |
| Ylöjärvi Utd/Marjastajat | 2 - 3           | Lasten 2       |
| 9 marzo                  |                 |                |
| Lavilan Kisa             | 2 - 8           | Lasten         |
| TP-T                     | 2 - 1           | Haka j.        |
| 14 marzo                 |                 |                |
| Darra                    | 0 - 11          | Loiske         |
| 15 marzo                 |                 |                |
| Gmestarit                | 1 - 0           | TamFu          |
| FisU                     | 0 - 3           | NoPS           |
| 16 marzo                 |                 |                |
| Messukylä Utd            | 0 - 4           | ACE            |
| Peräkylän Pallo          | 1 - 3           | Tuisku         |
| Tampere Utd/3            | 3 - 2           | PiPo           |
| LeKi                     | 5 - 2           | Toejoen Veikot |
| Vapsi                    | 1 - 2           | JanPa          |
| 21 marzo                 |                 |                |
| LaVe/KPR                 | 0 - 6           | Härmä          |
| 23 marzo                 |                 |                |
| Ilves/4                  | 4 - 2           | Loiske Visa    |

### Gruppo 5
| Squadra 1     | Risultato | Squadra 2 |
| ------------- | --------- | --------- |
| 1º marzo      |           |           |
| KelA          | 0 - 4     | SibboV    |
| 6 marzo       |           |           |
| TuPS          | 2 - 1     | PKKU/2    |
| 8 marzo       |           |           |
| JäPS/United   | 0 - 3     | RiPS      |
| ToBK          | 3 - 2     | NuPS/2    |
| 12 marzo      |           |           |
| LoPa          | 1 - 2     | JäPS/47   |
| 17 marzo      |           |           |
| HyPS          | 6 - 2     | Korso Utd |
| KelA/Akatemia | 1 - 0     | Akilles   |
| 19 marzo      |           |           |
| TuPS M35      | 2 - 8     | NuPS      |
| 22 marzo      |           |           |
| AskU          | 0 - 2     | Futura    |

### Gruppo 6
| Squadra 1    | Risultato | Squadra 2    |
| ------------ | --------- | ------------ |
| 2 marzo      |           |              |
| LAUTP/2      | 1 - 5     | Union Plaani |
| 8 marzo      |           |              |
| LaPa         | 1 - 5     | Lahti/69     |
| 9 marzo      |           |              |
| KoPa         | 0 - 7     | KJP          |
| 14 marzo     |           |              |
| Lahti/3      | 3 - 1     | Kumu         |
| 15 marzo     |           |              |
| Jäntevä      | 2 - 0     | Lappee       |
| HP-47        | 4 - 1     | Nopsa        |
| 16 marzo     |           |              |
| RPS Lions    | 0 - 3     | IPS Edustus  |
| 17 marzo     |           |              |
| PoPo         | 6 - 0     | Loviisa      |
| 18 marzo     |           |              |
| Korian Klubi | 0 - 7     | Kultsu       |
| 22 marzo     |           |              |
| Lahden Utd   | 0 - 3     | LAUTP        |

### Gruppo 7
| Squadra 1      | Risultato       | Squadra 2 |
| -------------- | --------------- | --------- |
| 15 febbraio    |                 |           |
| Huima/Urho     | 5 - 1           | STPS      |
| 18 febbraio    |                 |           |
| MP/2           | 3 - 3 (3-2 dtr) | MiPK      |
| 1º marzo       |                 |           |
| Komeetat/Piuku | 0 - 1           | NiemU     |
| ViPa           | 5 - 2           | Yllätys   |
| 9 marzo        |                 |           |
| Keltik         | 0 - 2           | Rangers   |
| 15 marzo       |                 |           |
| PaRi           | 3 - 5           | Komeetat  |
| 16 marzo       |                 |           |
| OuPa           | 1 - 5           | LehPa     |
| Harjun Potku   | 1 - 7           | Soho      |
| MuurY          | 5 - 3           | Marski    |
| 23 marzo       |                 |           |
| FCV/Reds 2     | 1 - 1 (6-5 dtr) | Riverball |

### Gruppo 8
| Squadra 1        | Risultato | Squadra 2 |
| ---------------- | --------- | --------- |
| 2 marzo          |           |           |
| KuPS Akatemia II | 0 - 1     | KajHa     |
| 14 marzo         |           |           |
| Tarzan           | 0 - 2     | PK-37     |
| 16 marzo         |           |           |
| Raiku            | 0 - 6     | Zulimanit |
| PAVE             | 0 - 2     | ToU       |

### Gruppo 9
| Squadra 1 | Risultato       | Squadra 2     |
| --------- | --------------- | ------------- |
| 8 marzo   |                 |               |
| Sisu      | 0 - 2           | KeuPa         |
| 9 marzo   |                 |               |
| Kaskö IK  | 2 - 6           | VPV           |
| 15 marzo  |                 |               |
| LLuja     | 0 - 2           | Esse IK       |
| 16 marzo  |                 |               |
| KJV/Kanu  | 1 - 8           | Ylivieska     |
| KPS       | 0 - 1           | SJK-j         |
| 19 marzo  |                 |               |
| BK-48/2   | 1 - 3           | SIF           |
| IK        | 0 - 15          | Kiisto        |
| Norrvalla | 2 - 2 (2-3 dtr) | Sääripotku    |
| 21 marzo  |                 |               |
| Virkiä    | 5 - 0           | Kungliga Wasa |
| 22 marzo  |                 |               |
| KOMU      | 2 - 4           | NIK           |

### Gruppo 10
| Squadra 1     | Risultato       | Squadra 2     |
| ------------- | --------------- | ------------- |
| 22 febbraio   |                 |               |
| HauPa/2       | 0 - 7           | HauPa         |
| PonPa         | 2 - 0           | KePS          |
| 23 febbraio   |                 |               |
| Santa Claus   | 4 - 1           | Ajax          |
| 8 marzo       |                 |               |
| Rio Grande    | 3 - 3 (4-5 dtr) | KTU           |
| 16 marzo      |                 |               |
| OuJK          | 0 - 2           | Puleward City |
| OuTa          | 4 - 2           | RoPo          |
| KKP           | 0 - 6           | OTP           |
| Santa Claus/2 | 2 - 5           | Ruusut        |

## Secondo Turno

### Gruppo 1
| Squadra 1     | Risultato       | Squadra 2       |
| ------------- | --------------- | --------------- |
| 22 marzo      |                 |                 |
| SibboV        | 2 - 3           | RiPS            |
| 23 marzo      |                 |                 |
| LPS           | 4 - 3           | Espoo           |
| 24 marzo      |                 |                 |
| Gnistan/M35   | 5 - 0           | SUMU/sob        |
| 25 marzo      |                 |                 |
| Gnistan/3     | 1 - 2           | VJS/2           |
| 26 marzo      |                 |                 |
| Futura        | 4 - 0           | HooGee          |
| 27 marzo      |                 |                 |
| Kontu         | 5 - 0           | Ponnistus       |
| 28 marzo      |                 |                 |
| EPS/Reservi   | 3 - 2           | GrIFK/Akatemia  |
| Hieho         | 1 - 5           | Atlantis PM     |
| KY United     | 1 - 8           | HIFK            |
| 29 marzo      |                 |                 |
| ToBK          | 2 - 1           | Tikka           |
| TuPS          | 0 - 0 (5-6 dtr) | ToTe            |
| ETU           | 1 - 4           | EsPa            |
| POHU/United   | 0 - 2           | Ponnistajat     |
| HyPS          | 0 - 6           | Honka/3         |
| POHU/CJ Utd   | 2 - 4           | Valtti          |
| KelA/Akatemia | 2 - 1           | Nile            |
| HPS/2         | 1 - 5           | EBK             |
| 30 marzo      |                 |                 |
| JäPS/Akatemia | 2 - 2 (5-4 dtr) | HooGee/23       |
| POHU/Hurjin   | 1 - 2           | Töölön Taisto   |
| Gilla         | 6 - 0           | Valtti/2        |
| JäPS/U23      | 0 - 3           | JäPS/47         |
| LePa/Cityboys | 0 - 1           | Polin Pallo     |
| 31 marzo      |                 |                 |
| SexyPöxyt/M35 | 1 - 6           | SexyPöxyt       |
| PPS/Old Stars | 3 - 6           | EsPa/Renat      |
| TiPS          | 3 - 1           | PPJ Lauttasaari |

### Gruppo 2
| Squadra 1  | Risultato       | Squadra 2 |
| ---------- | --------------- | --------- |
| 25 marzo   |                 |           |
| JyTy       | 6 - 1           | EuPa      |
| 26 marzo   |                 |           |
| ÅCF        | 1 - 1 (3-5 dtr) | NuPS      |
| 27 marzo   |                 |           |
| Turun Into | 0 - 4           | LTU       |
| KuuLa      | 1 - 7           | SalPa 2   |
| 29 marzo   |                 |           |
| MaPS       | 1 - 1 (5-4 dtr) | Pargas    |
| 1º aprile  |                 |           |
| Bosna      | 0 - 7           | ÅIFK      |

### Gruppo 3
| Squadra 1     | Risultato       | Squadra 2     |
| ------------- | --------------- | ------------- |
| 23 marzo      |                 |               |
| Kangasala     | 2 - 0           | Ylöjärvi Utd  |
| 25 marzo      |                 |               |
| Lasten        | 6 - 2           | ACE           |
| 29 marzo      |                 |               |
| JanPa         | 0 - 2           | Tampere Utd/2 |
| Lasten 2      | 0 - 1           | TP-T          |
| 30 marzo      |                 |               |
| Tampere Utd/3 | 2 - 2 (6-5 dtr) | Gmestarit     |
| LeKi          | 1 - 1 (1-3 dtr) | NoPS          |
| Tuisku        | 1 - 4           | Loiske        |
| 1º aprile     |                 |               |
| Ilves/4       | 3 - 3 (2-4 dtr) | Härmä         |

### Gruppo 4
| Squadra 1    | Risultato       | Squadra 2 |
| ------------ | --------------- | --------- |
| 28 marzo     |                 |           |
| PoPo         | 13 - 2          | Lahti/3   |
| 29 marzo     |                 |           |
| Union Plaani | 1 - 0           | Kultsu    |
| 30 marzo     |                 |           |
| Jäntevä      | 0 - 5           | Lahti/69  |
| IPS Edustus  | 3 - 3 (3-2 dtr) | KJP       |
| HP-47        | 1 - 5           | LAUTP     |

### Gruppo 5
| Squadra 1  | Risultato | Squadra 2 |
| ---------- | --------- | --------- |
| 22 marzo   |           |           |
| Komeetat   | 0 - 3     | Rangers   |
| 29 marzo   |           |           |
| NiemU      | 4 - 0     | MP/2      |
| Huima/Urho | 5 - 1     | ViPa      |
| Soho       | 2 - 1     | LehPa     |
| 30 marzo   |           |           |
| FCV/Reds 2 | 4 - 6     | MuurY     |

### Gruppo 6
| Squadra 1 | Risultato | Squadra 2 |
| --------- | --------- | --------- |
| 30 marzo  |           |           |
| Zulimanit | 2 - 3     | ToU       |
| KajHa     | 4 - 3     | PK-37     |

### Gruppo 7
| Squadra 1  | Risultato | Squadra 2 |
| ---------- | --------- | --------- |
| 29 marzo   |           |           |
| SJK-j      | 3 - 0     | Ylivieska |
| Esse IK    | 1 - 3     | Kiisto    |
| NIK        | 0 - 5     | VPV       |
| 30 marzo   |           |           |
| Virkiä     | 5 - 1     | SIF       |
| 5 aprile   |           |           |
| Sääripotku | 3 - 7     | KeuPa     |

### Gruppo 8
| Squadra 1     | Risultato       | Squadra 2 |
| ------------- | --------------- | --------- |
| 22 marzo      |                 |           |
| Santa Claus   | 7 - 1           | KTU       |
| 26 marzo      |                 |           |
| Ruusut        | 0 - 6           | PonPa     |
| 30 marzo      |                 |           |
| Puleward City | 0 - 0 (4-5 dtr) | OTP       |
| OuTa          | 1 - 2           | HauPa     |

## Terzo Turno

### Gruppo 1
| Squadra 1     | Risultato        | Squadra 2     |
| ------------- | ---------------- | ------------- |
| 9 aprile      |                  |               |
| ToTe          | 2 - 2 (3-4 dtr)  | NJS           |
| Töölön Taisto | 1 - 1 (2-4 dtr)  | JäPS/47       |
| Polin Pallo   | 2 - 5            | RiPS          |
| EsPa/Renat    | 0 - 6            | EsPa          |
| 12 aprile     |                  |               |
| HIFK          | 3 - 2            | Atlantis PM   |
| 13 aprile     |                  |               |
| TiPS          | 0 - 6            | PK-35 Vantaa  |
| 15 aprile     |                  |               |
| EPS/Reservi   | 1 - 4            | Atlantis      |
| GrIFK         | 1 - 2            | IFK Mariehamn |
| VJS           | 2 - 0            | EPS           |
| Futura        | 0 - 7            | JäPS          |
| LPS           | 1 - 1 (4-3 dtr)  | PKKU          |
| HPS           | 0 - 4            | KäPa          |
| 16 aprile     |                  |               |
| JäPS/Akatemia | 0 - 5            | Kiffen        |
| Kontu         | 0 - 9            | Honka         |
| VJS/2         | 1 - 3            | PuiU          |
| Ponnistajat   | 1 - 4            | PPJ           |
| Gnistan/M35   | 0 - 5            | Gnistan       |
| 17 aprile     |                  |               |
| KelA/Akatemia | 0 - 10           | Klubi 04      |
| 20 aprile     |                  |               |
| Gilla         | 1 - 1 (10-9 dtr) | Valtti        |
| 22 aprile     |                  |               |
| Honka/3       | 1 - 2            | EBK           |
| 27 aprile     |                  |               |
| ToBK          | 1 - 2            | SexyPöxyt     |

### Gruppo 2
| Squadra 1     | Risultato       | Squadra 2     |
| ------------- | --------------- | ------------- |
| 15 aprile     |                 |               |
| Tuisku        | 0 - 6           | EIF           |
| Tampere Utd   | 0 - 3           | TPS           |
| LTU           | 0 - 3           | Jazz          |
| NuPS          | 0 - 2           | HJS           |
| Lasten        | 0 - 4           | Inter Turku   |
| 16 aprile     |                 |               |
| JyTy          | 1 - 2           | SalPa         |
| TP-T          | 0 - 5           | VPS           |
| MuSa          | 3 - 5           | Ilves/2       |
| MaPS          | 1 - 1 (2-3 dtr) | Pallo-Iirot   |
| Kangasala     | 0 - 2           | SalPa 2       |
| Härmä         | 1 - 3           | Tampere Utd/2 |
| 17 aprile     |                 |               |
| ÅIFK          | 2 - 0           | NoPS          |
| 22 aprile     |                 |               |
| Tampere Utd/3 | 0 - 7           | TPV           |

### Gruppo 3
| Squadra 1     | Risultato       | Squadra 2    |
| ------------- | --------------- | ------------ |
| 12 aprile     |                 |              |
| NiemU         | 1 - 0           | MyPa         |
| Reipas Lahti  | 2 - 1           | Lahti        |
| FCV           | 4 - 2           | PEPO         |
| 13 aprile     |                 |              |
| MuurY         | 0 - 6           | Jippo        |
| 15 aprile     |                 |              |
| Huima/Urho    | 4 - 0           | LAUTP        |
| 16 aprile     |                 |              |
| ToU           | 0 - 8           | Haka         |
| Rangers       | 0 - 2           | HaPK         |
| KuPS Akatemia | 3 - 3 (5-4 dtr) | JJK          |
| Lahti/69      | 1 - 5           | KTP          |
| 18 aprile     |                 |              |
| KeuPa         | 1 - 2           | Union Plaani |
| 23 aprile     |                 |              |
| Soho          | 0 - 3           | MP           |
| 27 aprile     |                 |              |
| PoPo          | 2 - 0           | IPS Edustus  |

### Gruppo 4
| Squadra 1   | Risultato       | Squadra 2    |
| ----------- | --------------- | ------------ |
| 11 aprile   |                 |              |
| OTP         | 1 - 8           | VPS Akatemia |
| 13 aprile   |                 |              |
| Virkiä      | 2 - 5           | GBK          |
| 14 aprile   |                 |              |
| Santa Claus | 1 - 4           | Hercules     |
| 15 aprile   |                 |              |
| JBK         | 0 - 0 (5-6 dtr) | RoPS         |
| Kiisto      | 0 - 2           | OLS          |
| VIFK        | 2 - 2 (3-4 dtr) | Jaro         |
| 16 aprile   |                 |              |
| PonPa       | 1 - 3           | AC Oulu      |
| SJK-j       | 0 - 3           | SJK Akatemia |
| 17 aprile   |                 |              |
| HauPa       | 4 - 1           | KajHa        |

## Quarto Turno

### Gruppo 1
| Squadra 1 | Risultato | Squadra 2     |
| --------- | --------- | ------------- |
| 6 maggio  |           |               |
| HIFK      | 2 - 0     | PuiU          |
| LPS       | 0 - 1     | IFK Mariehamn |
| Kiffen    | 0 - 6     | JäPS          |
| EsPa      | 1 - 0     | PPJ           |
| 7 maggio  |           |               |
| VJS       | 2 - 0     | NJS           |
| SexyPöxyt | 0 - 3     | PK-35 Vantaa  |
| JäPS/47   | 0 - 3     | Gnistan       |
| Gilla     | 0 - 6     | Klubi 04      |
| EBK       | 1 - 3     | Honka         |
| Atlantis  | 2 - 1     | KäPa          |

### Gruppo 2
| Squadra 1     | Risultato       | Squadra 2   |
| ------------- | --------------- | ----------- |
| 6 maggio      |                 |             |
| ÅIFK          | 4 - 6           | Pallo-Iirot |
| EIF           | 1 - 1 (4-2 dtr) | Inter Turku |
| Ilves/2       | 1 - 3           | TPS         |
| HJS           | 1 - 1 (5-4 dtr) | SalPa       |
| 7 maggio      |                 |             |
| Tampere Utd/2 | 1 - 2           | VPS         |
| 9 maggio      |                 |             |
| SalPa 2       | 0 - 4           | TPV         |
| 13 maggio     |                 |             |
| RiPS          | 0 - 2           | Jazz        |

### Gruppo 3
| Squadra 1    | Risultato       | Squadra 2     |
| ------------ | --------------- | ------------- |
| 6 maggio     |                 |               |
| Reipas Lahti | 0 - 0 (2-4 dtr) | MP            |
| Huima/Urho   | 0 - 4           | Haka          |
| NiemU        | 1 - 2           | HaPK          |
| 7 maggio     |                 |               |
| Jippo        | 1 - 1 (6-7 dtr) | KTP           |
| Union Plaani | 2 - 0           | FCV           |
| 8 maggio     |                 |               |
| PoPo         | 2 - 3           | KuPS Akatemia |

### Gruppo 4
| Squadra 1    | Risultato       | Squadra 2    |
| ------------ | --------------- | ------------ |
| 6 maggio     |                 |              |
| OLS          | 4 - 3           | SJK Akatemia |
| 7 maggio     |                 |              |
| HauPa        | 0 - 7           | Jaro         |
| KPV          | 1 - 1 (5-4 dtr) | RoPS         |
| VPS Akatemia | 0 - 1           | GBK          |
| Hercules     | 1 - 5           | AC Oulu      |

## Sedicesimi di finale
| Squadra 1     | Risultato       | Squadra 2    |
| ------------- | --------------- | ------------ |
| 28 maggio     |                 |              |
| Haka          | 6 - 0           | Union Plaani |
| IFK Mariehamn | 2 - 2 (4-3 dtr) | TPS          |
| Gnistan       | 3 - 0           | Ilves        |
| HaPK          | 1 - 4           | OLS          |
| Honka         | 0 - 1           | EIF          |
| KPV           | 2 - 0           | KTP          |
| AC Oulu       | 2 - 1           | VJS          |
| Pallo-Iirot   | 1 - 5           | VPS          |
| SJK           | 3 - 2           | Atlantis     |
| HJS           | 0 - 1           | PK-35 Vantaa |
| Jazz          | 3 - 2           | GBK          |
| KuPS Akatemia | 1 - 4           | MP           |
| TPV           | 0 - 2           | KuPS         |
| HJK           | 2 - 1           | JäPS         |
| 29 maggio     |                 |              |
| Klubi 04      | 8 - 2           | EsPa         |
| Jaro          | 5 - 0           | HIFK         |

## Ottavi di finale
| Squadra 1 | Risultato       | Squadra 2     |
| --------- | --------------- | ------------- |
| 10 giugno |                 |               |
| AC Oulu   | 1 - 1 (7-6 dtr) | PK-35 Vantaa  |
| 11 giugno |                 |               |
| Klubi 04  | 4 - 3           | IFK Mariehamn |
| Haka      | 3 - 2           | Gnistan       |
| OLS       | 0 - 1           | EIF           |
| Jaro      | 2 - 2 (5-4 dtr) | VPS           |
| SJK       | 7 - 0           | KPV           |
| MP        | 0 - 1           | HJK           |
| Jazz      | 2 - 6           | KuPS          |

## Quarti di finale
| Squadra 1 | Risultato       | Squadra 2 |
| --------- | --------------- | --------- |
| 24 giugno |                 |           |
| Klubi 04  | 0 - 4           | HJK       |
| Haka      | 1 - 1 (0-3 dtr) | KuPS      |
| AC Oulu   | 2 - 0           | SJK       |
| EIF       | 2 - 4           | Jaro      |

## Semifinali
| Squadra 1 | Risultato | Squadra 2 |
| --------- | --------- | --------- |
| 20 agosto |           |           |
| KuPS      | -         | Jaro      |
| 21 agosto |           |           |
| HJK       | -         | AC Oulu   |